# 제주문화방송
제주문화방송(濟州文化放送)은 제주특별자치도를 가시청권으로 하는 텔레비전과 라디오의 방송국이다.

## 연혁
태동기
- 1968년 5월 20일 : 남양방송(南洋放送)으로 설립.
- 1968년 8월 21일 : 시험전파발사
- 1968년 8월 31일 : MBC와 네트웍 계약
- 1968년 9월 14일 : 남양방송(약칭 NBS) 라디오 개국.
- 1970년 7월 13일 : 텔레비전 시험전파발사
- 1970년 8월 1일 : 남양텔리비젼 채널 11번 개국
- 1971년 10월 1일 : 사명을 남양방송(南洋放送)에서 남양문화방송(南洋文化放送)으로 변경
- 1974년 1월 1일 : 체신부 중계회선을 통한 TV 직접중계 실시
- 1978년 7월 4일 : 텔레비전 채널 변경 (CH11 → CH7)
- 1978년 11월 23일 : 라디오 주파수 변경 (770㎑ → 774㎑)

기반구축기
- 1980년 3월 31일 : 신사옥 완공 (연동 321-22, 문연로 35, 대지면적 2,500평, 공개홀 500석, 건평 1,400평, 뉴스 스튜디오 25평 등)
- 1980년 4월 4일 : 신사옥에서 텔레비전 첫 방송
- 1980년 4월 9일 : 라디오(신사옥에서) 첫 방송
- 1980년 4월 23일 : 신사옥 준공식 (연동 321-22, 문연로 35)
- 1980년 12월 20일 : 컬러 시험방송
- 1980년 12월 22일 : 컬러 방송실시
- 1983년 9월 14일 : 견월악 음악FM 개국 (90.1㎒, 1㎾)
- 1983년 12월 27일 : TV중계소 개소
- 1984년 1월 1일 : 사명을 남양문화방송(南洋文化放送)에서 제주문화방송(濟州文化放送)으로 변경
- 1985년 12월 27일 : 서귀포 음악FM중계소 개소 (102.9㎒, 3㎾)
- 1985년 12월 28일 : 금악, 애월 TV중계소 개소

성장발전기
- 1994년 10월 20일 : 라디오송신소 확장 이전 (도련동 → 해안동)
- 1994년 12월 27일 : 서귀포 표준FM 중계소 개국 (97.1㎒, 1㎾)
- 2000년 12월 13일 : 견월악 표준FM 개국(97.9㎒, 1㎾)
- 2002년 11월 14일 : 금악 표준FM 중계소 개소 (106.5㎒, 100W)
- 2003년 4월 8일 : AM · FM 테이프 리스 시스템(APC) 가동
- 2004년 11월 25일 : 음악FM DARC(Data Radio Channel) 방송개시

도약기
- 2005년 5월 10일 : 디지털 TV 방송 개국
- 2005년 12월 1일 : TV 낮방송 연장
- 2006년 7월 14일 : HDTV 중계차 도입
- 2007년 4월 5일 : 지상파DMB 방송 허가 취득
- 2010년 12월 22일 : 금악 DTV 중계소 개국
- 2011년 6월 29일 : 지상파 아날로그 TV 방송 종료

UHD 시대
- 2019년 8월 21일 : 금악 FM 간이 중계소 개국 (102.5㎒, 3㎾)
- 2022년 : 제주MBC UHD 방송 개국예정. 서울 본사의 UHD 방송이다.
- 2022년 9월 8일 - AM 라디오 운용 일시 휴지(774kHz, 10kW). FM방송 전환.
- 2023년 3월 7일 : AM 라디오 송출 종료(774kHz, 10kW).[1]

## TV 방송
1967년 12월 TV방송 허가를 신청하여 1968년 2월 16일 체신부로부터 허가를 취득하였다. 허가 당시 채널 11번, 영상출력 2kW, 음성출력 400W 등으로 송신점은 남양방송 사옥이었다. 그 후 1969년 8월 4일 제주도 제주시 봉개동의 견월악으로 송신점을 설정하고 송신시설을 준공하여 1970년 7월 10일 시험전파 송출을 거쳐 8월 1일 제주지역 최초의 민영TV방송인 NBS-TV방송 채널 7번이 정식으로 개국하였다.
이후 1980년 12월 22일에는 컬러TV방송을 시작하였으며, 2005년 5월 10일에는 디지털TV방송을 개국하는 등 점차 고품질의 TV방송을 서비스 하기 시작했다. 그리고 2011년 6월 29일 제주지역 지상파아날로그TV방송 종료 시범사업에 참여하여 제주 전지역의 지상파디지털방송 전환을 이루어내었다. 제주도 일원과 전남·경남 남해안 일부지역을 가시청권으로서 방송중이다.

## TV 프로그램

### 보도
| 프로그램명          | 방송 분량           | 방송 시간                   | 앵커                        |
| ------------------- | ------------------- | --------------------------- | --------------------------- |
| MBC 뉴스투데이 제주 | 평일 30분           | 07:20 ~ 07:50               | 윤상범                      |
| MBC 뉴스데스크 제주 | 평일 20분 주말 50분 | 20:25 ~ 20:45 20:20 ~ 20:30 | 평일 : 정유진 주말 : 무작위 |

### 시사교양·예능
- 시사기획 이슈잇다
- 생방송 제주엔
- 톡톡다이닝
- 테마기행 - 길
- 다큐M
- 시청자TV 리뷰
- 시청자TV 시선
- 공감토크 소통의 고수

### 방송 송출 시설망
- 호출부호 : HLAJ-DTV
- 가상채널 : 11-1

| 송신소        | UHD      | UHD    | HD       | HD   | 송신소 위치                     |
| 송신소        | 물리채널 | 출력   | 물리채널 | 출력 | 송신소 위치                     |
| ------------- | -------- | ------ | -------- | ---- | ------------------------------- |
| 견월악 송신소 | 준비중   | 준비중 | CH 31    | 1㎾  | 제주 제주시 명림로 584          |
| 삼매봉 중계소 | 준비중   | 준비중 | CH 17    | 500W | 제주 서귀포시 남성로115번길 53  |
| 금악 중계소   | 준비중   | 준비중 | CH 32    | 20W  | 제주 제주시 한림읍 금악리 산1-2 |
| 광해악 중계소 | 준비중   | 준비중 | CH 47    | 90W  | 제주 서귀포시 안덕면 서광리 937 |

### 아날로그TV
2011년 6월 29일 오후 2시 방송 종료 
 (대한민국의 지상파 디지털 텔레비전 방송 참고)
- 호출부호 : HLAJ-TV

| 송신소        | 물리채널 | 출력 | 송신소 위치                     | 비고  |
| ------------- | -------- | ---- | ------------------------------- | ----- |
| 견월악 송신소 | CH 7     | 5㎾  | 제주 제주시 봉개동 산78-1       |       |
| 삼매봉 중계소 | CH 11    | 1㎾  | 제주 서귀포시 서홍동 822-1      | [ 2 ] |
| 고내리 중계소 | CH 36    | 10W  | 제주 제주시 애월읍 고내리       |       |
| 금악 중계소   | CH 30    | 100W | 제주 제주시 한림읍 금악리 산1-2 |       |

## 라디오 방송
1967년 12월 라디오방송 허가를 신청해 1968년 2월 16일 체신부로부터 허가를 받았다. 이어 제주시 도련동 531번지에 송신시설을 준공하여 1968년 9월 14일, 주파수 774㎑ 출력 10㎾로 제주지역 최초의 민영라디오방송인 NBS라디오가 개국하였다.
1983년 9월 14일에는 견월악 음악FM이 개국하였고, 1985년 12월 27일에 서귀포 음악FM 중계소가 개소하였고, 1994년 12월 27일에 서귀포 표준FM 중계소가 개국했고, 2000년 12월 13일 견월악 표준FM이 개국했고, 2002년 11월에 금악 표준FM 중계소가 개소하였고, 2019년 8월 21일에 금악 음악FM 간이중계소 개국을 방송채널과 방송망을 점차 늘려나가고 있다. AM라디오 1채널과 FM라디오 2채널을 운영중이며 제주도 일원과 전남, 경남 남해안지역을 가청취권역으로서 방송중이다.

## 라디오 프로그램

### 제주MBC 라디오
| 프로그램                | 요일  | 시간  | 진행자 |
| ----------------------- | ----- | ----- | ------ |
| MBC 정오종합뉴스        | 월~금 | 5분   | 윤상범 |
| MBC 15시 뉴스           | 월~금 | 5분   | 장인정 |
| MBC 17시 뉴스           | 월~금 | 5분   | 장인정 |
| 제주MBC 즐거운 오후 2시 | 월~금 | 115분 | 임서영 |
| 라디오 제주시대         | 월~금 | 55분  | 정유진 |

### 제주MBC FM4U
| 프로그램명  | 요일 | 시간  | 진행자 |
| ----------- | ---- | ----- | ------ |
| 브라보 11시 | 평일 | 1시간 | 장인정 |

## 종영 프로그램
- 굿모닝FM 제주
- 돌하르방 어드레 감수광
- 문화의 숲
- 시선집중 제주
- 여성시대 제주입니다
- 제주MBC 정오의 희망곡

## 방송 송출 시설망
| 제주MBC 라디오 | 제주MBC 라디오 | 제주MBC 라디오 | 제주MBC 라디오 | 제주MBC 라디오                  |
| 송신소         | 주파수         | 출력           | 호출부호       | 송신소 위치                     |
| -------------- | -------------- | -------------- | -------------- | ------------------------------- |
| 견월악 송신소  | FM 97.9㎒      | 1㎾            | HLAJ-SFM       | 제주 제주시 봉개동 산78-1       |
| 금악 중계소    | FM 106.5㎒     | 100W           | HLAJ-SFM       | 제주 제주시 한림읍 금악리 산1-2 |
| 삼매봉 중계소  | FM 97.1㎒      | 1㎾            | HLAJ-SFM       | 제주 서귀포시 서홍동 822-1      |
| 제주MBC FM4U   |                |                |                |                                 |
| 송신소         | 주파수         | 출력           | 호출부호       | 송신소 위치                     |
| 견월악 송신소  | FM 90.1㎒      | 1㎾            | HLAJ-FM        | 제주 제주시 봉개동 산78-1       |
| 삼매봉 중계소  | FM 102.9㎒     | 3㎾            | HLAJ-FM        | 제주 서귀포시 서홍동 822-1      |
| 금악 중계소    | FM 102.5㎒     | 3㎾            | HLAJ-FM        | 제주 제주시 한림면 금악리 산1-2 |

## 아나운서
- 문경희 (1989년 2월 입사) - 現 콘텐츠제작국장
- 윤상범 (2006년 5월 입사) - 現 콘텐츠제작2부장
- 지건보 (2001년 11월 입사) - 부장
- 정유진 (2006년 10월 입사) - 차장
- 장인정 (2018년 11월 입사) - 사원

## 뉴스를 만드는 사람들
보도국장
- 송원일 보도국장 겸 편집부장

취재기자
- 김찬년 취재부장
- 권혁태 취재부 기자
- 조인호 취재부 기자
- 홍수현 취재부 기자
- 박주연 취재부 기자
- 이소현 취재부 기자
- 김항섭 취재부 기자
- 이따끔 취재부 기자
- 박현주 취재부 기자

카메라기자
- 강흥주 부장
- 박재정 부국장

편집기자
- 양경석 기자
- 강희철 기자
- 한재필 기자
- 이경민 기자

## 기상캐스터
- 김희서

## 리포터
- 이현주
- 장혜진
- 방준혁
- 부경보
- 남현봉
- 홍동수
- 김성호
- 백희진
- 유호성
- 김지환
- 유산균

## 역대 연중캠페인
- 1984년 ~ 1985년 : '한라산나무 왕벚을 심읍시다'
- 1992년 ~ 1997년 : '한라산을 사랑하자 전개'
- 2008년 : '도전하는 당신은 제주의 희망입니다.'
- 2009년 : '최고의 브랜드는 제주입니다.'
- 2010년 ~ 2011년 : '자연이 살아 숨 쉬는 제주'
- 2012년 : '자연과 사람이 함께 웃는 제주'
- 2013년 : '혼듸 손심엉 벵삭이 웃는 제주' (서로 손잡고 함께 웃는 제주)
- 2014년 : '느영나영 모다들엉 제주를 지꺼지게' (너랑 나랑 함께 모여 제주를 즐겁게)
- 2015년 : '고찌 돌으멍 수늘엉 사는 제주' (함께 달리며, 서로 도우며 사는 제주)
- 2016년 : '한듸 갑주 코삿한 제주'  (콧노래가 절로 나오는 기분좋은 제주)
- 2017년 ~ 2018년 : '느영 나영 희망 제주' (너하고 나하고 희망 제주)
- 2018년 : '소통 50년 공감 100년'  (제주MBC 창사 50주년)
- 2019년 : '한듸 멩글게 마씸 제주' (함께 만들어 가요 제주)
- 2020년 : '배려와 존중, 함께걷는 제주'
- 2021년 : '위기를 기회로, 힘내라 제주!'
- 2022년 : '다시 뛰는 제주, 당신을 응원합니다.'
- 2023년 : '행복과 즐거움의 시작, 제주MBC'
- 2024년 : '새로운 도전 즐거운 변화'

## 해외 제휴 방송국
- 중국 구이린전시대(桂林电视台)
- 일본 도호쿠방송(東北放送)